# Giovanni Morosini (vescovo)
Giovanni Morosini (Venezia, 22 luglio 1719 – Verona, 18 agosto 1789) è stato un vescovo cattolico italiano.

## Biografia
Appartenente all'antica famiglia nobile dei Morosini, già fra i suoi avi sono presenti uomini ecclesiastici o politici come Gianfrancesco Morosini, cardinale e legato pontificio, o Giovanni Morosini (suo omonimo), ambasciatore dei Savoia.
Entrato a far parte dei benedettini, fu vescovo di Chioggia, e successivamente di Verona.

## Genealogia episcopale
La genealogia episcopale è:
- Cardinale Scipione Rebiba
- Cardinale Giulio Antonio Santori
- Cardinale Girolamo Bernerio, O.P.
- Arcivescovo Galeazzo Sanvitale
- Cardinale Ludovico Ludovisi
- Cardinale Luigi Caetani
- Cardinale Ulderico Carpegna
- Cardinale Paluzzo Paluzzi Altieri degli Albertoni
- Cardinale Gaspare Carpegna
- Cardinale Fabrizio Paolucci
- Cardinale Francesco Barberini
- Cardinale Angelo Maria Querini, O.S.B.Cas.
- Cardinale Lodovico Calini
- Vescovo Giovanni Morosini, O.S.B.